# Rimsbo
Rimsbo är en by i Bollnäs kommun i södra Hälsingland belägen i Bollnäs socken. I Geografiskt-statistiskt handlexikon öfver Sverige från 1883 nämns Rimsbo som en gård.